# Wyoming Wildcatters
Wyoming Wildcatters fue un equipo de baloncesto estadounidense que disputó seis temporadas en la Continental Basketball Association. Tenía su sede en la ciudad de Casper, Wyoming. Disputaban sus partidos como local en el Casper Events Center, con capacidad para 8.842 espectadores.

## Historia
Los Wyoming Wildcatters se fundaron en 1982, entrando a formar parte de la Continental Basketball Association. Disputaron seis temporadas, llegando en dos ocasiones a las Finales, en 1984 y en 1988, cayendo en ambas ante los Albany Patroons. La última temporada fue la más dolorosa, ya que el equipo atravesaba grandes dificultades financieras, y perdieron 20 de sus últimos 23 partidos de la temporada regular. Pero la CBA decidió incluirlos en playoffs, en los cuales en primera ronda eliminaron por sorpresa a los La Crosse Catbirds y posteriormente a los Rockford Lightning, plantándose nuevamente en las Finales ante los Patroons, los cuales habían tenido el mejor balance de la liga, 48 partidos ganados y solo 6 perdidos. A pesar de ello, los Wildcatters llearon a forzar el séptimo y definitivo encuentro.

## Temporadas
| Temporada | Liga | Denominación        | G  | P  | %    | Pos. | Playoffs              |
| --------- | ---- | ------------------- | -- | -- | ---- | ---- | --------------------- |
| 1982-83   | CBA  | Wyoming Wildcatters | 22 | 22 | 50,0 | 2º   | Final de división     |
| 1983-84   | CBA  | Wyoming Wildcatters | 23 | 21 | 52,3 | 3º   | Finales CBA           |
| 1984-85   | CBA  | Wyoming Wildcatters | 24 | 24 | 50,0 | 1º   | Semifinal de división |
| 1985-86   | CBA  | Wyoming Wildcatters | 21 | 27 | 43,8 | 6º   | -                     |
| 1986-87   | CBA  | Wyoming Wildcatters | 21 | 27 | 43,8 | 5º   | -                     |
| 1987-88   | CBA  | Wyoming Wildcatters | 23 | 31 | 42,6 | 4º   | Finales CBA           |

## Jugadores célebres
- Charles Bradley
- John Drew
- Eddie Jordan
- Anthony Roberts
- Danny Young